# Pestmuren
Pestmuren (Mur de la Peste) er en 27 km lang mur, opført i årene 1720-22. Muren skulle bruges til at adskille det pestinficerede Marseilles fra området Comtat Venaissin, omkring Avignon. Der er fine afmærkede vandreruter langs muren, f.eks. fra Lagnes ved Fontaine de Vaucluse i Provence mod nordøst til Col de Ligne.
43°53′41″N 5°08′22″Ø / 43.89476°N 5.139465°Ø